# Sigismund von Dallwitz (Politiker, 1829)
Johann Adolf Sigismund von Dallwitz (auch: Sigismund von Dallwitz-Tornow) (* 18. Dezember 1829 in Insterburg; † 19. Dezember 1906 in Tornow), Herr auf Tornow, war Politiker und Mitglied des Deutschen Reichstags.

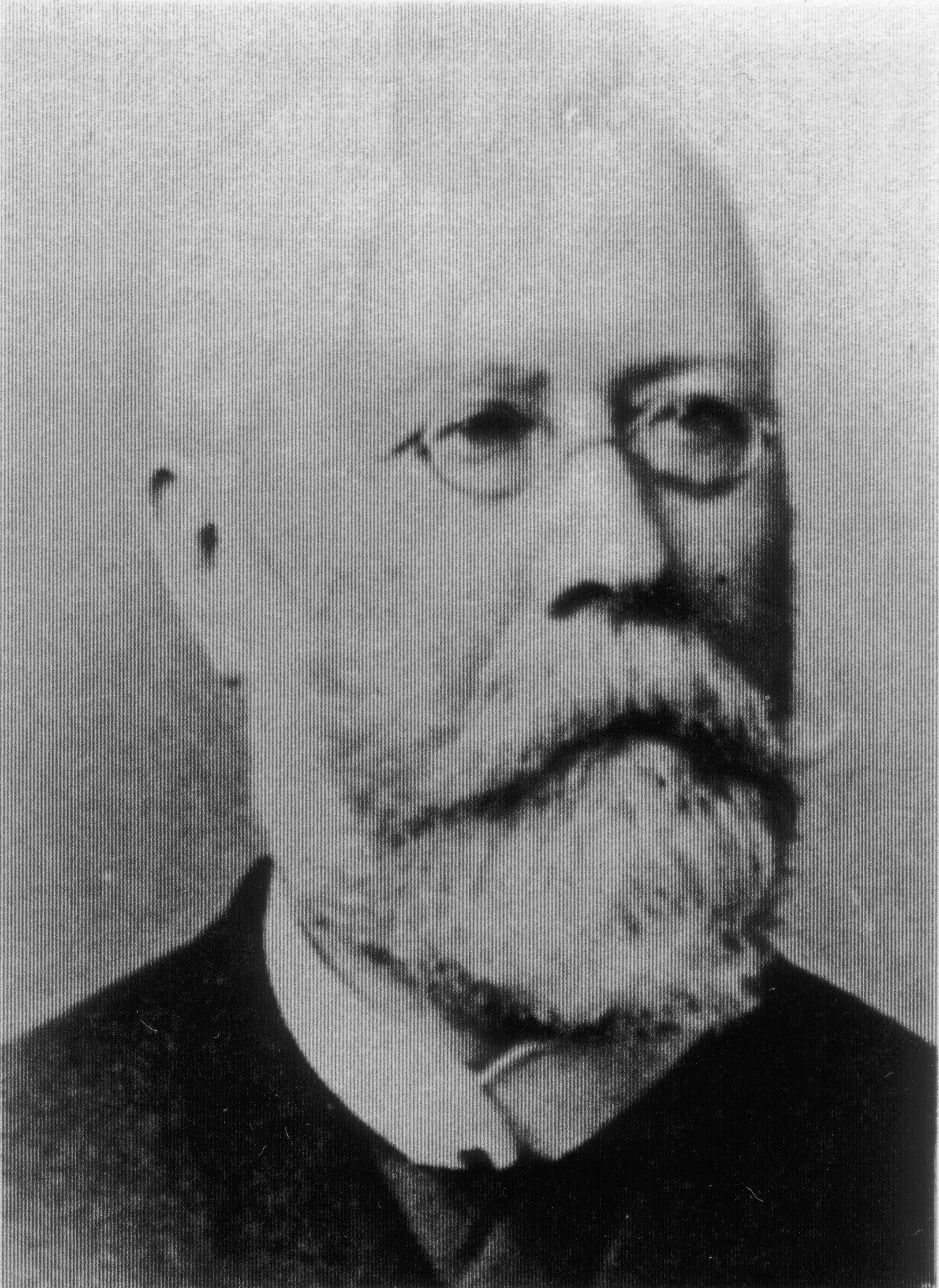
Johann Adolf Sigismund von Dallwitz

## Leben
Sigismund von Dallwitz entstammte dem Dallwitzschen Zweig des uradeligen Geschlechts Scof. Seine Eltern waren Johann Adolph von Dallwitz auf Limbsee und Johanna Freiin Hiller von Gaertringen. Der gleichnamige Jurist und Abgeordnete der Frankfurter Nationalversammlung Sigismund von Dallwitz war ein Großonkel von ihm.
Sigismund von Dallwitz wuchs auf dem elterlichen Gut Limbsee auf, besuchte das Kadettenkorps in Kulm und die Militärakademie in Berlin von 1853 bis 1857. 1848 war er beim 8. Ulanen-Regiment als Portepée-Fähnrich eingetreten, 1858 nahm er seinen Abschied als Premier-Lieutenant. 
Er war vermählt mit der Schriftstellerin und Kunstsammlerin Wanda von Graefe, der Schwester des Augenarztes Albrecht von Graefe, mit der er zwei Kinder hatte. Die Familie lebte in Berlin und auf dem Rittergut Tornow in Brandenburg, welches zeitgleich eine Größe von 589 ha hatte.
Von 1893 bis zu seinem Tode war er Mitglied des Deutschen Reichstags für den Wahlkreis Regierungsbezirk Potsdam 2 Ostprignitz und fraktionslos.
Seine Tochter Ruth (1857–1939) heiratete Rudolf Burggraf und Graf zu Dohna-Schlodien. Das Gut Tornow erbte der Sohn Wolfgang von Dallwitz (1863–1928). Der Politiker Sebastian von Rotenhan ist ein Ururenkel.